# Tomas Radzinevičius
Tomas Radzinevičius (Marijampolė, 5 de junho de 1981) é um futebolista lituano que atua como atacante. Atualmente, joga pelo FK Velké Hamry, clube da 4 divisão tcheca.

## Carreira

### Início
Começou a carreira aos 12 anos no FK Suduva, em 1993, clube que o revelou e ficou por 7 temporadas.

### Slovan Liberec
Depois de jogar por 7 anos na Lituânia, Tomas chegou com status após ser artilheiro do país no ano de 2005 com 25 gols e melhor jogador do Campeonato Lituano de 2004-05, mudou-se para o Slovan Liberec, da Chéquia, que pagou o equivalente a 450.000 mil euros na  transferência. Ganhou o campeonato tcheco em 2006 com Slovan, sendo esse apenas o 2° na história do clube.
Ele foi emprestado 2 vezes pelo Slovan: o SK Kladno e o FK Budejovice, mas seu desempenho não foi convincente. No verão de 2009, seu contrato terminou, e Radzinevičius foi de graça ao Odra Wodzislaw, da Polônia, que disputava a Ekstraklasa (1° divisão polonesa) na época. Voltou à Chéquia na temporada seguinte, vestindo 3 clubes diferentes da segunda divisão checa: MFK Karvina, FK Trinec e o Baník Sokolov, antes de ingressar no SFC Opava, também na segunda divisão.

### SFC Opava
No ano de 2011-12, Radzinevičius marcou 11 gols em 27 partidas, convencendo o clube de Silésia a mantê-lo por mais um ano.

### Suduva
Em 2013, voltou para o FK Suduva, clube onde iniciou a carreira. Fez uma excelente temporada 2014-15, figurando entre o top 3 artilheiros da Europa na temporada, além de ser artilheiro do campeonato lituano com 28 gols em 33 jogos e ser eleito o melhor jogador da competição pela segunda vez.

### Valletta FC
Chegou ao Valletta FC no decorrer da temporada 2016–17, e das 20 partidas restantes, jogou apenas 6, mas contribuiu com 1 gol e 3 assistências.

### Aposentadoria e futebol amador

#### Tj Chrastava
Encerrou a carreira em clubes profissionais aos 36 anos, mas ainda joga por times amadores. da Chequia, sendo anunciado pelo TJ Chrastava na temporada 2017–18.

#### FK Velké Hamry
Foi anunciado pelo Velké Hamry em 2018, para a disputa da 4. liga, 4° divisão da Chéquia.

## Seleção nacional
Foi convocado pela primeira vez para a Seleção Lituana em 12 de fevereiro de 2003, contra a Letônia, jogo que sua seleção perdeu por 2 a 1.
Foi campeão da Copa Báltica de 2005, ao vencer a Letônia na final por 2 a 0.
Foi convocado para a disputa de 2 jogos das eliminatórias para a Copa do Mundo de 2010, contra Romênia e Áustria.

## Títulos

### Coletivo

#### Slovan Liberec
- Campeonato Tcheco: 2005–06

#### Seleção Letônia
- Copa Báltica: 2005

### Prêmios Individuais

#### FK Suduva
- Melhor jogador do Campeonato Lituano: 2004–2005 e 2014–15
- Artilheiro do Campeonato Lituano: 2014–15 (28 gols)
- Artilheiro da Lituânia no ano de 2005: 25 gols